# 秋田銀線細工

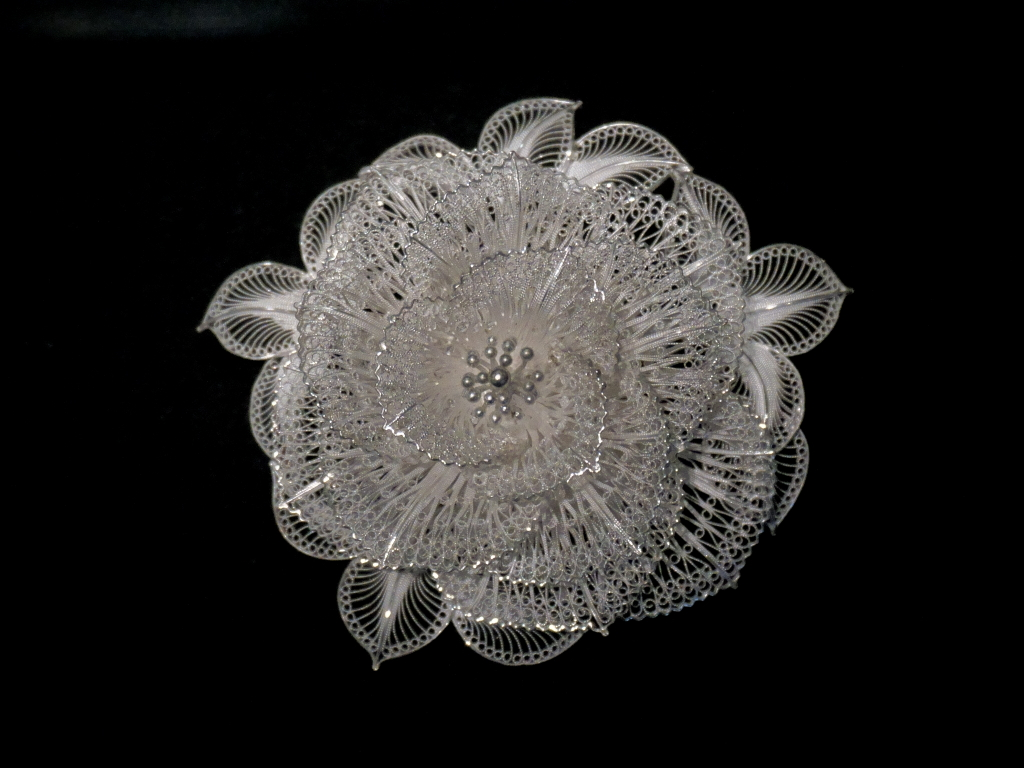
銀線細工のブローチ

秋田銀線細工（あきたぎんせんざいく）は、秋田県で生産されている伝統工芸品である。秋田県伝統工芸品および秋田市指定無形文化財に指定されている。

## 概要
銀細工であり、線径0.2〜0.3mmの純銀線2本をより合わせた「より線」でパーツを作り、銀枠にはめ込み造形する。細い線状にした純銀の銀線を伝統の技法でさまざまな形に加工して並べていく事によって輝きをもった緻密な精緻な模様を作ることができ、ネックレスや指輪などといったさまざまなアクセサリーや美術品が制作されている。

## 歴史
江戸時代初期から秋田では本格的な鉱山の開発が積極的に行われ、日本有数の鉱山を有するなど鉱業が発展し、豊富な金銀が供出された。それに伴い歴代藩主の保護奨励のもと、久保田城下では職人町が形成され金工師が集まり、主に武家向けとして刀装具や装身具などの金銀工芸が盛んになった。 1923年の「秋田懸産業調査参考書」には、佐竹氏に仕えた名工・正阿弥伝兵衛（本名：鈴木重吉）とその子孫が興した金銀細工についての記述がある。
明治時代になると、武士階級の需要は途絶え金工が廃れた一方で、簪など装飾品の生産が盛んになった。それまでオランダ経由で長崎から広まっていた、銀板を土台にした「平戸細工」からさらに発展した、緻密で大きな飾りつけが可能な特色ある銀線細工が作られるようになった。昭和時代には戦争により一時中断されるが、工芸の指導所などが開設されるなど生産が続けられた。1955年（昭和30年）には国の文化財保護審議会で「記録作成等の措置を講ずるべき無形文化財」に選択されるなどして、銀線細工は一つの工芸として確立し広まるに至った。1996年（平成8年）には秋田県伝統工芸品および秋田市指定無形文化財にも選定された。